# 土佐電気鉄道7形電車 (初代)
土佐電気鉄道7形電車（とさでんきてつどう7がたでんしゃ）は、土佐電気鉄道（現・とさでん交通）の路面電車車両。
本形式は過去に土佐電気鉄道に在籍した車両では最多となる71両が製造・導入された。ブリル1E台車を使用した単車である。
太平洋戦争後に、一部は14形や300形（初代)に改造された。